# Chiêu Bình
Chiêu Bình là một huyện thuộc địa cấp thị Hạ Châu, tỉnh Quảng Tây, Trung Quốc.

## Quản lý hành chính

### Trấn
- Chiêu Bình (昭平)
- Văn Trúc (文竹)
- Hoàng Diêu (黄姚)
- Phú La (富罗)
- Bắc Đà (北陀)
- Mã Giang (马江)
- Ngũ Tương (五将)
- Tẩu Mã (走马)
- Chương Mộc Lâm (樟木林)

## Hương
- Phượng Hoàng (凤凰)
- Mộc Cách (木格)

### Hương dân tộc
- Hương dân tộc Dao Tiên Hồi (仙回瑶族乡)